# Tom McCarthy (regista)
Thomas Joseph McCarthy, detto Tom (New Providence, 7 giugno 1966), è un regista, sceneggiatore e attore statunitense.
Noto anche come attore, ha ricevuto il plauso della critica per il suo lavoro di scrittura e regia nei film indipendenti Station Agent (2003), L'ospite inatteso (2007), Mosse vincenti (2011) e Il caso Spotlight (2015), film per il quale ha vinto l'Oscar alla migliore sceneggiatura originale ed è stato candidato come miglior regista. McCarthy ha ricevuto un'ulteriore candidatura all'Oscar nel 2010, per la sceneggiatura del film Up (2009).

## Biografia
Nato nel New Jersey, studia presso la New Providence High School e successivamente si diploma al Boston College nel 1988; inoltre studia alla Yale School of Drama. Debutta come attore nel 1992 nel film Oltre il ponte. Nel corso della sua carriera prende parte ai film Good Night, and Good Luck., Flags of Our Fathers, Michael Clayton e alle serie televisive Boston Public e The Wire. Debutta alla regia nel 2003 con il film Station Agent, che si aggiudica numerosi riconoscimenti, tra cui il premio John Cassavetes, l'Independent Spirit Award per la miglior sceneggiatura d'esordio e il BAFTA alla migliore sceneggiatura originale.
Nel 2007 torna dietro la macchina presa dirigendo Richard Jenkins ne L'ospite inatteso, film presentato con successo al Toronto International Film Festival. Dopo aver diretto nel 2011 il film Mosse vincenti, nel 2015 dirige Il caso Spotlight, film sullo scandalo dei preti americani accusati di pedofilia e scoperti da una redazione giornalistica di Boston. La pellicola, interpretata da Mark Ruffalo, Michael Keaton e Rachel McAdams, è stato presentato fuori concorso alla 72ª Mostra internazionale d'arte cinematografica di Venezia.
È sposata con l'autrice Wendy Neale Merry

## Filmografia

### Regista

#### Cinema
- Station Agent (The Station Agent) (2003)
- L'ospite inatteso (The Visitor) (2007)
- Mosse vincenti (Win Win) (2011)
- Mr Cobbler e la bottega magica (The Cobbler) (2014)
- Il caso Spotlight (Spotlight) (2015)
- Timmy Frana - Il detective che risolve ogni grana (Timmy Failure: Mistakes Were Made) (2020)
- La ragazza di Stillwater (Stillwater) (2021)

#### Televisione
- Tredici (13 Reasons Why) – serie TV, 2 episodi (2017)

### Sceneggiatore
- Station Agent (The Station Agent), regia di Tom McCarthy (2003)
- L'ospite inatteso (The Visitor), regia di Tom McCarthy (2007)
- Up, regia di Pete Docter e Bob Peterson (2009)
- Mosse vincenti (Win Win), regia di Tom McCarthy (2011)
- Million Dollar Arm, regia di Craig Gillespie (2014)
- Mr Cobbler e la bottega magica (The Cobbler), regia di Tom McCarthy (2014)
- Il caso Spotlight (Spotlight), regia di Tom McCarthy (2015)
- Ritorno al Bosco dei 100 Acri (Christopher Robin), regia di Marc Forster (2018)
- Timmy Frana - Il detective che risolve ogni grana (Timmy Failure: Mistakes Were Made), regia di Tom McCarthy (2020)
- La ragazza di Stillwater (Stillwater), regia di Tom McCarthy (2021)

### Produttore

#### Cinema
- Mosse vincenti (Win Win), regia di Tom McCarthy (2011)
- Mr Cobbler e la bottega magica (The Cobbler), regia di Tom McCarthy (2014)
- Timmy Frana - Il detective che risolve ogni grana (Timmy Failure: Mistakes Were Made), regia di Tom McCarthy (2020)
- La ragazza di Stillwater (Stillwater), regia di Tom McCarthy (2021)

#### Televisione
- Tredici (13 Reasons Why) - serie TV (2017-in corso) - produttore esecutivo
- The Loudest Voice - Sesso e potere (The Loudest Voice) – miniserie TV (2019) - produttore esecutivo

### Attore

#### Cinema
- Oltre il ponte (Crossing the Bridge), regia di Mike Binder (1992)
- Ipotesi di complotto (Conspiracy Theory), regia di Richard Donner (1997)
- Ti presento i miei (Meet the Parents), regia di Jay Roach (2000)
- Il guru (The Guru), regia di Daisy von Scherler Mayer (2002)
- Last Shot (The Last Shot), regia di Jeff Nathanson (2004)
- Good Night, and Good Luck., regia di George Clooney (2005)
- Syriana, regia di Stephen Gaghan (2005)
- Tutti gli uomini del re (All the King's Men), regia di Steven Zaillian (2006)
- Flags of Our Fathers, regia di Clint Eastwood (2006)
- Beautiful Ohio, regia di Chad Lowe (2006)
- The Situation, regia di Philip Haas (2006)
- Year of the Dog, regia di Mike White (2007)
- Baby Mama, regia di Michael McCullers (2008)
- Duplicity, regia di Tony Gilroy (2009)
- Mammoth, regia di Lukas Moodysson (2009)
- Amabili resti (The Lovely Bones), regia di Peter Jackson (2009)
- 2012, regia di Roland Emmerich (2009)
- Jack Goes Boating, regia di Philip Seymour Hoffman (2010)
- Fair Game - Caccia alla spia (Fair Game), regia di Doug Liman (2010)
- Vi presento i nostri (Meet the Fockers), regia di Paul Weitz (2010)
- Pixels, regia di Chris Columbus (2015)

#### Televisione
- New York Undercover – serie TV, 1 episodio (1996)
- Spin City – serie TV, 1 episodio (1998)
- Law & Order - Unità vittime speciali – serie TV, 1 episodio (2000)
- Ally McBeal – serie TV, 1 episodio (2000)
- West Wing - Tutti gli uomini del Presidente (The West Wing) - serie TV, episodio 2x11 (2000)
- Boston Public – serie TV, 14 episodi (2000-2001)
- The Practice - Professione avvocati – serie TV, 1 episodio (2001)
- Law & Order - I due volti della giustizia – serie TV, 3 episodi (2002-2008)
- The Wire – serie TV, 10 episodi (2008)

### Doppiatore
- Michael Clayton, regia di Tony Gilroy (2007)

## Riconoscimenti (parziale)
- Premio Oscar
  - 2010 - Candidatura alla miglior sceneggiatura originale per Up (condiviso con Bob Peterson e Pete Docter)
  - 2016 - Miglior sceneggiatura originale per Il caso Spotlight (condiviso con Josh Singer)
  - 2016 - Candidatura al miglior regista per Il caso Spotlight
- Golden Globe
  - 2016 - Candidatura al miglior regista per Il caso Spotlight
  - 2016 - Candidatura alla miglior sceneggiatura per Il caso Spotlight (condiviso con Josh Singer)
  - 2016 - Candidatura al miglior film drammatico per Il caso Spotlight

## Doppiatori italiani
Nelle versioni in italiano delle opere in cui ha recitato, è doppiato da:
- Roberto Certomà in Ti presento i miei, Last Shot, Vi presento i nostri
- Sandro Acerbo in Syriana, 2012
- Francesco Bulckaen in Boston Public, Duplicity
- Giorgio Locuratolo in Good Night, and Good Luck
- Claudio Colombo in Ally McBeal
- Riccardo Rossi in Flags of Our Fathers
- Tony Sansone in The Wire
- Massimo Bitossi in Amabili resti